# Gitingwa
Gitingwa är ett vattendrag i Burundi.   Det ligger i provinsen Ruyigi, i den östra delen av landet, 130 kilometer öster om huvudstaden Bujumbura.
I omgivningarna runt Gitingwa växer huvudsakligen savannskog. Runt Gitingwa är det ganska tätbefolkat, med 90 invånare per kvadratkilometer.